# Charley Hull
Pour les articles homonymes, voir Hull.
Charley Hull, née le 20 mars 1996 à Kettering (Angleterre), est une golfeuse professionnelle anglaise.
Initiée par son père dès son plus jeune âge, Charley Hull remporte de nombreux succès de précocité en Angleterre au plan amateur. Elle devient professionnelle avant ses dix-sept ans et intègre le circuit européen nommé Ladies European Tour (LET) où elle y est nommée meilleure débutante en 2013 puis meilleure joueuse  du LET en 2014 avec un premier succès professionnel au tournoi de la Coupe Lalla Meryem au Maroc. Membre de la LPGA à partir de la saison 2015, elle privilégie les tournois de ce dernier depuis, et y remporte le prestigieux tournoi du CME Group Tour Championship en 2016. Régulière mais sans victoire elle se situe au 30e rang mondial entre 2016 et 2020 lorsque la pandémie affecte l'activité golfique. Elle renoue avec le succès post-pandémie avec le gain d'un tournoi en LET en 2021 puis le LPGA en 2022. En 2023, elle rate de peu une victoire en tournoi majeur avec deux secondes places mais intègre le top 10 mondial depuis.

## Palmarès

### Victoires professionnelles
| N° | Date       | Circuit principal | Tournoi                         | Score           | Par  | Marge   | Finaliste          |
| -- | ---------- | ----------------- | ------------------------------- | --------------- | ---- | ------- | ------------------ |
|    | 16/03/2014 | LET               | Coupe Lalla Meryem              | 68-71-68-62=269 | - 15 | Playoff | Gwladys Nocera     |
|    | 20/11/2016 | LPGA              | CME Group Tour Championship     | 67-70-66-66=269 | - 19 | 2 coups | Ryu So-yeon        |
|    | 16/10/2019 | LET               | Open Fatima Bint Mubarak        | 67-72-69=208    | - 8  | 1 coup  | Marianne Skarpnord |
|    | 18/06/2020 | Rose Ladies       | Event 1                         |                 |      | Playoff | Liz Young          |
|    | 16/10/2021 | LET               | Aramco Team Series – New York   | 69-70-65=204    | - 12 | 1 coup  | Nelly Korda        |
|    | 02/10/2022 | LPGA              | Classique Volunteers of America | 67-64-71-64=266 | - 18 | 1 coup  | Lin Xiyu           |

## Classement WWGR en fin de saison
Le golf féminin a mis en place un classement mondial, nommé le Women's World Golf Rankings, introduit en 2006.
| Année        | 2014 | 2015 | 2016 | 2017 | 2018 | 2019 | 2020 | 2021 | 2022 | 2023 |
| Rang mondial | 38e  | 41e  | 16e  | 28e  | 24e  | 26e  | 34e  | 33e  | 17e  | 8e   |